# Sampino
Sampino è un cognome di lingua italiana.

## Varianti
Il cognome non presenta varianti.

## Origine e diffusione
È un composto dei cognomi Santi e Pino.